# Jonathan Stack
Jonathan Stack (Nova Iorque, 2 de junho de 1957) é um cineasta estadunidense. Co-fundador do World Vasectomy Day, foi indicado ao Oscar de melhor documentário de longa-metragem na edição de 1999 pelo trabalho na obra The Farm: Angola, USA.

## Filmografia
The Farm: 10 Down (2009)

The Road to Redemption (2008)

Iron Ladies of Liberia (2007)

Dear Talula (2007)

Sick Humor (2003)

Justifiable Homicide (2002)

The Rodney Hulin Story (2001)

900 Women: Life in St. Gabriel's Women's Prison] (2001)

No Escape: Prison Rape (2001)

Fight to the Max (2000)

The Gospel According to Mr. Allen (2000)

The Wildest Show in the South: The Angola Prison Rodeo (1999)

Shadows of Doubt: The State v. 85188 Vincent Simmons (1999)

The Farm: Angola, USA (1998) 